# Чеширские вторжения
Убийства в Чешире, штат Коннектикут, произошли 23 июля 2007 года. Дженнифер Хоук-Пети и её две дочери были изнасилованы и убиты, а ее муж, доктор Уильям Пети, был ранен во время домашнего вторжения в Чешире, штат Коннектикут.
Hartford Courant назвала это дело «возможно самым широко освещаемым преступлением в истории штата». В 2010 году Стивен Хейс был осужден за убийства и приговорен к смертной казни. Его сообщник Джошуа Комиссаржевский (приёмный внук Фёдора Фёдоровича Комиссаржевского) был признан виновным 13 октября 2011 года и приговорен к смертной казни 27 января 2012 года. В августе 2015 года штат Коннектикут отменил смертную казнь. Поэтому тех, кто был приговорен к этой дате, приговорили к пожизненным срокам.